# El maquinista de la General
El maquinista de la General (títol original en anglès The General) és una pel·lícula muda estatunidenca dirigida per Buster Keaton i Clyde Bruckman el 1926. Ha estat subtitulada al català.

## Repartiment
- Buster Keaton: Johnnie Gray
- Marion Mack: Annabelle Lee
- Glen Cavender: capità Anderson
- Jim Farley: general Thatcher
- Frederick Vroom: general confederat
- Charles Henry Smith: pare d'Annabelle
- Frank Barnes: germà d'Annabelle
- Joe Keaton: Union General
- Mike Donlin: Union General
- Tom Nawn: Union General

## Fets històrics
El film està basat en uns fets reals que van succeir durant la Guerra Civil dels Estats Units: uns espies nordistes van infiltrar-se en territori sudista per sabotejar-ne les comunicacions i avituallaments, i fugiren amb una locomotora robada. A partir d'aquest fet, s'inicià una persecució a través de tota la via fèrria que separava ambdós bàndols.

### La gestació del film
Clyde Bruckman va deixar a Buster Keaton un llibre basat en els fets i aquest se'l va llegir en una nit, i decidí que era una història estupenda per a una pel·lícula còmica, de dimensions diferents a tot el que s'havia vist fins llavors.
Per a l'autenticitat del film, Buster Keaton va estudiar a fons les imatges preses durant el conflicte pel prestigiós fotògraf Matthew Brady i va demanar que se'n construïssin reproduccions exactes per a les locomotores, i es prengué ell mateix un llarg temps per aprendre a conduir-les amb la desimboltura que requeria el personatge.
La pel·lícula representà un esforç com poques vegades s'havia vist fins llavors; tant des del punt de vista de la producció: minuciosa en el més mínim detall a l'hora de reproduir l'època dels esdeveniments reals, des de les fesomies, moda de roba i pentinats dels actors, fins a la quantitat precisa d'extres utilitzats en les escenes de batalla; com des del punt de vista artístic: l'aposta agosarada per un to en què es barregen la comèdia, l'aventura èpica amb el lirisme i una especial cura pel guió, en què els gags se succeeixen d'una manera graduada, ajudant a fer avançar l'acció i a descriure les motivacions dels personatges, sense que cap element superflu entorpeixi la trama.
Johnny Gray, personatge interpretat per Buster Keaton, representa un remarcable pas endavant, dins la seva faceta com a actor, a la recerca d'una certa perfecció expressiva, emprant la gestualitat més realista i alhora inequívocament keatoniana, presentada amb un esforç per trobar l'equilibri entre la subtilesa facial i les acrobàcies arriscades.

### Acollida crítica i de públic
El film, tot i les troballes artístiques, no va ser gaire ben rebut ni pel públic ni per la crítica del seu moment, i fou el cop econòmic més important que va patir Buster Keaton en tota la seva carrera. Aquest fracàs anunciaria el declivi de la seva independència artística.
Als anys seixanta el film fou reestrenat de nou a les sales de tot el món, amb una còpia restaurada, i esdevingué un èxit de taquilla en tot Europa.
Actualment, El maquinista de la General és considerada unànimement una de les peces mestres de l'art cinematogràfic. Apareix en moltes de les llistes que tot sovint es fan dels deu millors films de la història del cinema. El 1989, el National Film Registry de la Biblioteca del Congrés dels Estats Units la va seleccionar per a la seva preservació degut al seu interès cultural, històric o estètic. A Internet ocupa des de fa un any el primer lloc en la classificació de la votació popular a la millor pel·lícula muda de tots els temps, pel davant de Sunrise (1927) de Friedrich W. Murnau, en la pàgina web estatunidenca Silent Era.